# Arpeggione
L'arpeggione est un instrument à cordes frottées, joué à l'archet, à six cordes et accordé comme une guitare. Il est appelé également « guitare-violoncelle » ou « guitare d'amour ».
Ne disposant pas d'une pique, contrairement au violoncelle, l'arpeggione doit être joué tenu entre les genoux.

## Histoire
L'arpeggione a été inventé par le luthier Johann Georg Stauffer en 1823, en tant que déclinaison d'une guitare. Cet instrument n'a eu que très peu de succès, sa tenue étant particulièrement malcommode et la présence de six cordes rendant un jeu à l'archet délicat. Il semble n'avoir été utilisé qu'une dizaine d'années.
Les travaux du luthier Philippe Berne, la guitare à archet (bowed G), ont modifié la tenue de l'instrument en le portant autour du cou comme une guitare.

## Répertoire

### Répertoire ancien
Le répertoire ancien connu se limite à deux œuvres :
- un concerto pour arpeggione et orchestre de Henri-Auguste Birnbach (Breslau 1782 - 1840)[1], perdu ;
- la sonate Arpeggione de Franz Schubert (D.821) dont la partie pour arpeggione est souvent jouée de nos jours dans des arrangements pour divers instruments, dont le violoncelle, l'alto, la contrebasse, la guitare ou encore la clarinette ou la flûte traversière.

### Répertoire contemporain
Le répertoire contemporain de l'arpeggione, suscité en grande partie par l'arpeggioniste Nicolas Deletaille est riche d'une cinquantaine d'œuvres.